# Чемпионат Украины по фигурному катанию на коньках 2008
Чемпионат Украины по фигурному катанию 2008 года (укр. Чемпіонат України по фігурному катанню на ковзанах 2008) — украинский национальный чемпионат по фигурному катанию сезона 2007-2008. 
Спортсмены соревновались в категориях мужское и женское одиночное катание, парное катание и танцы на льду.
Соревнования прошли в Киеве с 18 по 20 декабря 2007 года.

## Результаты

### Мужчины
| Место | Имя                | Город          | Сумма баллов | SP | FP |
| ----- | ------------------ | -------------- | ------------ | -- | -- |
| 1     | Виталий Сазонец    | Днепропетровск | 174.18       | 3  | 1  |
| 2     | Алексей Быченко    | Киев           | 169.82       | 1  | 2  |
| 3     | Николай Бондарь    | Киев           | 156.88       | 4  | 3  |
| 4     | Станислав Перцов   | Киев           | 145.97       | 5  | 4  |
| 5     | Ярослав Фурсов     | Киев           | 143.28       | 2  | 5  |
| 6     | Яков Годорожа      | Одесса         | 114.44       | 9  | 6  |
| 7     | Владимир Шадрин    | Одесса         | 114.20       | 6  | 8  |
| 8     | Дмитрий Кузьменко  | Киев           | 112.25       | 8  | 7  |
| 9     | Дмитрий Игнатенко  | Днепропетровск | 103.75       | 7  | 10 |
| 10    | Глеб Гордиенко     | Харьков        | 97.08        | 11 | 9  |
| 11    | Бадрадин Талеб     | Одесса         | 86.65        | 10 | 11 |
| 12    | Евгений Овчинников | Одесса         | 78.90        | 12 | 12 |

### Женщины
| Место | Имя                   | Город          | Сумма баллов | SP | FP |
| ----- | --------------------- | -------------- | ------------ | -- | -- |
| 1     | Элеонора Винниченко   | Киев           | 125.87       | 1  | 2  |
| 2     | Екатерина Пройда      | Киев           | 123.20       | 3  | 1  |
| 3     | Анастасия Листопад    | Киев           | 120.48       | 2  | 3  |
| 4     | Ирина Мовчан          | Киев           | 101.24       | 4  | 4  |
| 5     | Наталья Финкель       | Днепропетровск | 98.88        | 5  | 5  |
| 6     | Александра Накисько   | Харьков        | 93.23        | 6  | 7  |
| 7     | Диана Мовчан          | Киев           | 91.45        | 8  | 6  |
| 8     | Алёна Гайдаренко      | Харьков        | 91.27        | 7  | 8  |
| 9     | Елена Титенко         | Киев           | 82.65        | 9  | 9  |
| 10    | Наталья Колесник      | Днепропетровск | 75.85        | 11 | 10 |
| 11    | Юлия Максименко       | Киев           | 72.44        | 12 | 11 |
| 12    | Арина Чайка           | Одесса         | 71.73        | 10 | 13 |
| 13    | Анастасия Лаврентьева | Одесса         | 70.45        | 13 | 12 |
| 14    | Елена Глухова         | Одесса         | 56.90        | 14 | 14 |

### Пары
| Место | Имя                                   | Город          | Сумма баллов | SP | FP |
| ----- | ------------------------------------- | -------------- | ------------ | -- | -- |
| 1     | Татьяна Волосожар / Станислав Морозов | Киев           | 156.19       | 1  | 1  |
| 2     | Екатерина Костенко / Роман Талан      | Днепропетровск | 107.02       | 2  | 2  |
| 3     | Виктория Кучеренко / Андрей Бех       | Киев           | 99.22        | 3  | 3  |

### Танцы
| Место | Имя                                  | Город          | Сумма баллов | CD | OD | FD |
| ----- | ------------------------------------ | -------------- | ------------ | -- | -- | -- |
| 1     | Алла Бекназарова / Владимир Зуев     | Харьков        | 172.31       | 1  | 1  | 1  |
| 2     | Анна Задорожнюк / Сергей Вербилло    | Киев           | 167.36       | 2  | 2  | 2  |
| 3     | Алина Сапрыкина / Павел Химич        | Харьков        | 140.52       | 3  | 3  | 3  |
| 4     | Надежда Фроленкова / Михаил Касало   | Харьков        | 136.64       | 4  | 4  | 4  |
| 5     | Анастасия Галета / Семён Каплун      | Одесса         | 119.85       | 6  | 5  | 5  |
| 6     | Алёна Чигидина / Виталий Никифоров   | Харьков/Одесса | 116.58       | 5  | 6  | 6  |
| 7     | Ирина Бабченко / Константин Белоусов | Харьков        | 92.94        | 7  | 7  | 7  |
| 8     | Дарья Баранец / Дмитрий Гарбуз       | Харьков        | 86.67        | 8  | 8  | 8  |